# Lieja-Bastoña-Lieja 2021
La 107.ª edición de la clásica ciclista Lieja-Bastoña-Lieja fue una carrera en Bélgica que se celebró el 25 de abril de 2021 con inicio y final en la ciudad de Lieja sobre un recorrido de 259,1 kilómetros.
La carrera, además de ser la tercera clásica de las Ardenas, formó parte del UCI WorldTour 2021, siendo la decimosexta carrera de dicho circuito del calendario ciclístico de máximo nivel mundial. El vencedor fue el esloveno Tadej Pogačar del UAE Emirates que estuvo acompañado en el podio por los franceses Julian Alaphilippe del Deceuninck-Quick Step y David Gaudu del Groupama-FDJ, segundo y tercer clasificado respectivamente.

## Recorrido
La Lieja-Bastoña-Lieja disponía de un recorrido total de 259,1 kilómetros similar con la edición anterior, la carrera iniciaba en el municipio francófono de Lieja en Bélgica, muy cerca de las fronteras con Alemania y Luxemburgo, siguiendo un recorrido con 11 cotas a través de toda la provincia de Lieja y la municipalidad de Bastoña dentro de la región de Valonia para finalizar nuevamente en Lieja.
| Número | Nombre                               | Longitud (m) | Pendiente media | Kilómetro |
| ------ | ------------------------------------ | ------------ | --------------- | --------- |
| 1      | Côte de la Rôche en Ardenne          | 2800         | 6,2 %           | 76        |
| 2      | Côte de Saint-Roch                   | 1000         | 11,2 %          | 123,3     |
| 3      | Côte de Mont-le-Soie                 | 1700         | 7,9 %           | 164,1     |
| 4      | Côte de Wanne                        | 3600         | 5,1 %           | 172,4     |
| 5      | Côte de Stockeu (Estela Eddy Merckx) | 1000         | 12,5 %          | 179       |
| 6      | Côte de la Haute-Levée               | 2200         | 7,5 %           | 183,2     |
| 7      | Col du Rosier                        | 4400         | 5,9 %           | 197,4     |
| 8      | Côte du Desnié                       | 1600         | 8,1 %           | 210,8     |
| 9      | Côte de La Redoute                   | 2000         | 8,9 %           | 223,9     |
| 10     | Côte des Forges                      | 1300         | 7,8 %           | 235,8     |
| 11     | Côte de La Roche-aux-Faucons         | 1300         | 11 %            | 245,8     |

## Equipos participantes
Tomaron parte en la carrera 25 equipos: 19 de categoría UCI WorldTeam y 6 de categoría UCI ProTeam. Formando así un pelotón de 175 ciclistas de los que acabaron 147. Los equipos participantes fueron:
| WorldTeams (19)- AG2R Citroën Team - Astana-Premier Tech - Bahrain Victorious - Bora-Hansgrohe - Cofidis - Deceuninck-Quick Step - EF Education-Nippo - Groupama-FDJ - Ineos Grenadiers - Intermarché-Wanty-Gobert Matériaux - Israel Start-Up Nation - Jumbo-Visma - Lotto Soudal - Movistar Team - Team BikeExchange - Team DSM - Qhubeka Assos - Trek-Segafredo - UAE Team Emirates ProTeams (6)- Alpecin-Fenix - Arkéa-Samsic - Bingoal Pauwels Sauces WB - Gazprom-RusVelo - Sport Vlaanderen-Baloise - Total Direct Énergie |
| |

## Clasificaciones finales
- Las clasificaciones finalizaron de la siguiente forma:[4]

### Clasificación general
| \| Clasificación general \| Clasificación general \| Clasificación general \| Clasificación general \| Clasificación general \| \| Ciclista \| Ciclista \| Equipo \| Tiempo \| \| \| --------------------- \| --------------------- \| ---------------------- \| --------------------- \| --------------------- \| \| 1.º \| Tadej Pogačar \| UAE Team Emirates \| 6 h 39 min 26 s \| \| \| 2.º \| Julian Alaphilippe \| Deceuninck-Quick Step \| + 0 s \| \| \| 3.º \| David Gaudu \| Groupama-FDJ \| + 0 s \| \| \| 4.º \| Alejandro Valverde \| Movistar Team \| + 0 s \| \| \| 5.º \| Michael Woods \| Israel Start-Up Nation \| + 0 s \| \| \| 6.º \| Marc Hirschi \| UAE Team Emirates \| + 7 s \| \| \| 7.º \| Tiesj Benoot \| Team DSM \| + 7 s \| \| \| 8.º \| Bauke Mollema \| Trek-Segafredo \| + 7 s \| \| \| 9.º \| Maximilian Schachmann \| Bora-Hansgrohe \| + 9 s \| \| \| 10.º \| Matej Mohorič \| Bahrain Victorious \| + 9 s \| \| \| 11.º \| Michał Kwiatkowski \| Ineos Grenadiers \| + 9 s \| \| \| 12.º \| Jakob Fuglsang \| Astana-Premier Tech \| + 9 s \| \| \| 13.º \| Primož Roglič \| Jumbo-Visma \| + 9 s \| \| \| 14.º \| Esteban Chaves \| BikeExchange \| + 9 s \| \| \| 15.º \| Guillaume Martin \| Cofidis \| + 9 s \| \| \| 16.º \| Davide Formolo \| UAE Team Emirates \| + 9 s \| \| \| 17.º \| Jack Haig \| Bahrain Victorious \| + 12 s \| \| \| 18.º \| Adam Yates \| Ineos Grenadiers \| + 37 s \| \| \| 19.º \| Michael Matthews \| BikeExchange \| + 1 min 21 s \| \| \| 20.º \| Patrick Konrad \| Bora-Hansgrohe \| + 1 min 21 s \| \| |                       |                        |                 |
| |                       |                        |                 |
| Fuente: ProCyclingStats |                       |                        |                 |
| Clasificación general |                       |                        |                 |
| Ciclista | Ciclista              | Equipo                 | Tiempo          |
| 1.º | Tadej Pogačar         | UAE Team Emirates      | 6 h 39 min 26 s |
| 2.º | Julian Alaphilippe    | Deceuninck-Quick Step  | + 0 s           |
| 3.º | David Gaudu           | Groupama-FDJ           | + 0 s           |
| 4.º | Alejandro Valverde    | Movistar Team          | + 0 s           |
| 5.º | Michael Woods         | Israel Start-Up Nation | + 0 s           |
| 6.º | Marc Hirschi          | UAE Team Emirates      | + 7 s           |
| 7.º | Tiesj Benoot          | Team DSM               | + 7 s           |
| 8.º | Bauke Mollema         | Trek-Segafredo         | + 7 s           |
| 9.º | Maximilian Schachmann | Bora-Hansgrohe         | + 9 s           |
| 10.º | Matej Mohorič         | Bahrain Victorious     | + 9 s           |
| 11.º | Michał Kwiatkowski    | Ineos Grenadiers       | + 9 s           |
| 12.º | Jakob Fuglsang        | Astana-Premier Tech    | + 9 s           |
| 13.º | Primož Roglič         | Jumbo-Visma            | + 9 s           |
| 14.º | Esteban Chaves        | BikeExchange           | + 9 s           |
| 15.º | Guillaume Martin      | Cofidis                | + 9 s           |
| 16.º | Davide Formolo        | UAE Team Emirates      | + 9 s           |
| 17.º | Jack Haig             | Bahrain Victorious     | + 12 s          |
| 18.º | Adam Yates            | Ineos Grenadiers       | + 37 s          |
| 19.º | Michael Matthews      | BikeExchange           | + 1 min 21 s    |
| 20.º | Patrick Konrad        | Bora-Hansgrohe         | + 1 min 21 s    |

## Ciclistas participantes y posiciones finales
Convenciones:
- AB: Abandono
- FLT: Retiro por llegada fuera del límite de tiempo
- NTS: No tomó la salida
- DES: Descalificado o expulsado

## UCI World Ranking
La Lieja-Bastoña-Lieja otorgó puntos para el UCI World Ranking para corredores de los equipos en las categorías UCI WorldTeam, UCI ProTeam y Continental. Las siguientes tablas son el baremo de puntuación y los 10 corredores que obtuvieron más puntos:
| Posición   | 1.º | 2.º | 3.º | 4.º | 5.º | 6.º | 7.º | 8.º | 9.º | 10.º | 11.º | 12.º | 13.º | 14.º | 15.º | 16.º-20.º | 21.º-30.º | 31.º-50.º | 51.º-55.º | 56.º-60.º |
| Puntuación | 500 | 400 | 325 | 275 | 225 | 175 | 150 | 125 | 100 | 85   | 70   | 60   | 50   | 40   | 35   | 30        | 20        | 10        | 5         | 3         |

| Clasificación |                       |                        |        |
| Posición      | Ciclista              | Equipo                 | Puntos |
| ------------- | --------------------- | ---------------------- | ------ |
| 1.º           | Tadej Pogačar         | UAE Emirates           | 500    |
| 2.º           | Julian Alaphilippe    | Deceuninck-Quick Step  | 400    |
| 3.º           | David Gaudu           | Groupama-FDJ           | 325    |
| 4.º           | Alejandro Valverde    | Movistar               | 275    |
| 5.º           | Michael Woods         | Israel Start-Up Nation | 225    |
| 6.º           | Marc Hirschi          | UAE Emirates           | 175    |
| 7.º           | Tiesj Benoot          | DSM                    | 150    |
| 8.º           | Bauke Mollema         | Trek-Segafredo         | 125    |
| 9.º           | Maximilian Schachmann | Bora-Hansgrohe         | 100    |
| 10.º          | Matej Mohorič         | Bahrain Victorious     | 85     |